# 주립 대학
주립 대학(州立大學)은 미국과 그 외 국가들에서 학생들에게 다양한 고등 교육을 시행하기 위하여 각 주마다 생긴 대학을 일컫는다.
주립 대학은 대부분 주로 미국이 체계구조적 시스템을 구축하고 있다.

## 같이 보기
- 공립 대학
- 국립 대학